# Mischocyttarus elegantulus
Mischocyttarus elegantulus är en getingart som beskrevs av Zikan 1949. Mischocyttarus elegantulus ingår i släktet Mischocyttarus och familjen getingar. Inga underarter finns listade i Catalogue of Life.